# Іссенжо (округ)
Округ Іссенжо (фр. Arrondissement d'Yssingeaux) — округ у Франції, в департаменті Верхня Луара. 2023 року округ об'єднував 44 муніципалітети, населення становило 85 908 осіб.
Адміністративний центр (супрефектура) — Іссенжо.

## Муніципалітети
Список муніципалітетів округу та їхні коди INSEE:
1. Ароль (43007)
2. Ба-ан-Бассе (43020)
3. Бессаморель (43028)
4. Бо (43024)
5. Бозак (43025)
6. Буассе (43034)
7. Вальприва (43249)
8. Гразак (43102)
9. Дюньєр (43087)
10. Іссенжо (43268)
11. Ла-Сеов-сюр-Семен (43236)
12. Ла-Шапель-д'Орек (43058)
13. Лапт (43114)
14. Ле-Вільттес (43265)
15. Ле-Ма-де-Танс (43129)
16. Ле-Шамбон-сюр-Ліньон (43051)
17. Мазе-Сен-Вуа (43130)
18. Мальвалетт (43127)
19. Моністроль-сюр-Луар (43137)
20. Монрегар (43142)
21. Монфокон-ан-Веле (43141)
22. Орек-сюр-Луар (43012)
23. Пон-Саломон (43153)
24. Ретурнак (43162)
25. Рйотор (43163)
26. Рокуль (43159)
27. Сен-Бонне-ле-Фруа (43172)
28. Сен-Віктор-Малескур (43227)
29. Сен-Дідьєр-ан-Веле (43177)
30. Сен-Жер (43199)
31. Сен-Жульєн-дю-Піне (43203)
32. Сен-Жульєн-Молезабат (43204)
33. Сен-Жуст-Мальмон (43205)
34. Сен-Морис-де-Ліньон (43211)
35. Сен-Паль-де-Шаланкон (43212)
36. Сен-Паль-де-Мон (43213)
37. Сен-Ромен-Лашальм (43223)
38. Сен-Ферреоль-д'Орур (43184)
39. Сент-Андре-де-Шаланкон (43166)
40. Сент-Сіголен (43224)
41. Соліньяк-су-Рош (43240)
42. Танс (43244)
43. Тіранж (43246)
44. Шенерей (43069)